# Nobuhiro Ueno
Nobuhiro Ueno (jap. 上野 展裕 Ueno Nobuhiro; ur. 26 sierpnia 1965) – japoński piłkarz.

## Kariera klubowa
Od 1989 do 1994 roku występował w klubach All Nippon Airways i Sanfrecce Hiroszima.

## Kariera reprezentacyjna
W 1988 roku został powołany do kadry na Puchar Azji.

## Kariera trenerska
Po zakończeniu piłkarskiej kariery pracował jako trener w Reprezentacja Japonii U-20 w piłce nożnej mężczyzn, Zweigen Kanazawa, Albirex Niigata i Renofa Yamaguchi FC.